# セント・クリストファー・ホスピス
セント・クリストファー・ホスピス(St Christopher’s Hospice)は、ロンドンのシドナム地区にあるホスピスである。それは、イギリスの医師、シシリー・ソンダースによって、1967年に設立されたもので、最初の近代ホスピスとされている。

## 歴史
イギリスの看護師でソーシャルワーカーでもあったシシリー・ソンダースは、1940年代にロンドンのセント・ルークス病院で働いていたときに、末期患者のケアをする経験を積んだ。
死にゆく人たちとの非人道的な関わりを目の当たりにしたことが、彼女をこうした人々の世話に関わらせていくきっかけとなった。
病院では、彼女はポーランドのホロコーストの生存者であるデビッド・タスマの臨終を看取った。このデビッド・タスマが、500ポンドの財産を彼女に遺贈してくれたことで、彼女が死にゆく人たちの家を開設することができるようになった。
彼女が、徹底的な研究を重ねて、ロンドン南東部にセント・クリストファー・ホスピスを開設したのは、それからほぼ20年後のことであった。このホスピスで、彼女は、1985年まで医学部長を勤めた。この施設は、純粋な医療と介護だけでなく、初めて心理的、社会的、宗教的なサポートも提供するものであった。緩和ケア(Palliative Care)の名で、今日の緩和医療の基礎を示すこの新しい概念で、サンダースはこのホスピスにおける現代のホスピス運動の基礎を築いた。
2001年、セント・クリストファー・ホスピスはコンラッド・N・ヒルトン人道賞を受賞した。
2008年、「ハリス・ホスピスケア」外来サービスはセント・クリストファー・ホスピスと一体化して、「セント・クリストファー・ブロムリー」となり、自宅で家族のもとで末期を迎えている患者たちへの緩和ケアの提供も行うようになった.。

## 現状と概要
病院は、ロンドン南部のクリスタル・パレス・パーク近くのシデナム地区にある。
パラメディカルスタッフが、緩和ケアの概念に基づいてセント・クリストファー・ホスピスで働いている。健康および看護の専門スタッフ（臨床看護スペシャリスト（CNS）もしくは緩和ケアスペシャリスト）が、患者の患者の個々のケアのニーズに応じて対応を行っている。彼らはまた、患者が在宅で生活できるか、または病院に入院しなければならないかどうかも決定する。患者が自分で外来を受診に来ることができなくなった場合、緩和ケアの専門スタッフが自宅を訪問することになる。彼らは必要な医療、看護、その他のセラピーサービスの調整を行う。これらのサービスは外来で提供することができる。
患者のニーズに応じて、彼らは、医学的な助言のために一般開業医や緩和医学の専門家を、あるいはソーシャルワーカー、牧師、精神科医、理学療法士、作業療法士、ボランティアを仲介する。実際の看護支援は、専門の資格を持った看護スタッフによって提供される。
外来看護サービスのハリス・ホスピスケアとの提携により、ロンドンの南東地区、ブロムリー、クロイドン、ランベス、ルイスハム、サウスワークでの外来患者ケアが保証されるようになった。
緩和ケア病棟(ホスピス)は、4つの病棟にまたがり48の病床がある。それらはトイレのある個室と４人部屋に分かれている。ホスピスの周囲には、見舞客や家族との面会室部屋としての「アニバーサリーセンター」のほか多目的に使える部屋や建物が並んでいる。
そこにはカフェや部分的に一般公開もされるいろんな催しも行われている。
遺族や遺族の中の幼い子どもは、「セント・クリストファーのキャンドル・プロジェクト」の支援を受けることができる。
患者は、マッサージ、アロマセラピー、リフレクソロジーなどの追加の治療手段に参加したり、社内の音楽療法士や芸術療法士と活動したりすることもできる。これらの措置は、寝たきりの患者も参加できるように、グループと個別のケアの両方で提供されている。さらに施設内では、ホスピスや緩和支援のためのさまざまな教育研究プログラムも実施されている。

## 参考資料
- Martina Holder-Franz: St. Christopher’s Hospice. In: »... dass du bis zuletzt leben kannst.« Spiritualität und Spiritual Care bei Cicely Saunders. Theologischer Verlag Zürich, Zürich 2012, ISBN 978-3-290-17637-2.

## 文献
- 1971: Noch 16 Tage. Eine Sterbeklinik in London. Reinhold Iblacker, Siegfried Braun
- 2018: Horizon: We Need to Talk about Death. Kevin Fong, Steve Crabtree (BBC Studios, The Science Unit)